# Теннисный турнир в Монте-Карло 2025
Теннисный турнир в Монте-Карло 2025 (по спонсорским причинам известный как Rolex Monte-Carlo Masters 2025) — профессиональный мужской теннисный турнир, который разыгрывался на открытых грунтовых кортах комплекса «Monte Carlo Country Club».
Турнир-2025 является 118-м по счёту, проводящимся здесь. В этом году он относился к серии ATP Мастерс 1000, проводящихся в рамках WTA Тура.
Соревнования проходили в Рокбрюн-Кап-Мартене с 6 по 13 апреля 2025 года. Турнир входил в серию соревнований, расположенную в календаре между крупным турниром в Майами и Открытым чемпионатом Франции.
Прошлогодние победители:
- в одиночном разряде —  Стефанос Циципас
- в парном разряде —  Сандер Жийе и  Йоран Влиген

## Общая информация
Все игроки, представляющие Россию и Беларусь, выступавшие на французских кортах, были заявлены в нейтральном статусе. Тогдашний лидер мужского тура — Янник Синнер — пропускал соревнование из-за отстранения ВАДА, полученного за сданный положительный допинг-тест.
Первым номером посева в одиночном турнире стал Александр Зверев (вторая ракетка мира на тот момент). Представитель Германии уступил уже на старте, а титул достался Карлосу Алькарасу. Испанец выиграл один за другим пять матчей, а в решающей игре одолел Лоренцо Музетти. Итальянец вышел в эту стадию пройдя в четвертьфинале прошлогоднего чемпиона — Стефаноса Циципаса. Сеянные заняли 10 из 16 мест в третьем раунде, на этой же стадии проиграл сильнейший из представителей квалификации в основной сетке: Даниэль Альтмайер. На пути в эту стадию немец одолел Феликса Оже-Альяссима (16-я ракетка посева).
Лидерами посева в парном турнире стали Марсело Аревало и Мате Павич (лидеры рейтинга в тот период). Представители Сальвадора и Хорватии добрались до полуфинала, а титул достался Ромену Арнеодо и Мануэлю Гинару. Монегаск и француз выиграли четыре матча, а в финале справились с Джулианом Кэшем и Ллойдом Гласспулом. Прошлогодние чемпионы — Сандер Жийе и Йоран Влиген — не защищали свой титул, но оба принимали участие в соревнованиях: Сандер играл в паре с Яном Зелиньским и уступил уже на старте, а Йоран выступал вместе с Рафаэлом Матосом и дошёл до четвертьфинала. Сеянные заняли четыре места в четвертьфиналах.

## Соревнования

### Одиночный турнир
- Карлос Алькарас обыграл  Лоренцо Музетти со счётом 3-6 6-1 6-0.
- Алькарас выиграл 2-й одиночный титул в сезоне и 18-й за карьеру в основном туре ассоциации.
- Музетти сыграл 1-й одиночный финал в сезоне и 6-й за карьеру в основном туре ассоциации.

### Парный турнир
- Ромен Арнеодо /  Мануэль Гинар обыграли  Джулиана Кэша /  Ллойда Гласспула со счётом 1-6 7-6(8) [10-8].
- Арнеодо выигрывает 1-й парный титул в сезоне и 2-й за карьеру в основном туре ассоциации.
- Гинар выигрывает дебютный парный титул за карьеру в основном туре ассоциации.